# Asnières-sur-Blour
Asnières-sur-Blour es una comuna francesa situada en el departamento de Vienne, en la región de Nueva Aquitania.

## Demografía
| 464 | 388 | 329 | 304 | 225 | 191 | 180 |
| Para los censos de 1962 a 1999 la población legal corresponde a la población sin duplicidades (Fuente: INSEE [Consultar]) |     |     |     |     |     |     |